# Salavat
Salavat (rusky Салават, baškirsky Салауат) je město v Rusku, třetí největší město republiky Baškortostán. Podle sčítání lidu z roku 2002 zde žilo 158 600 obyvatel. Město bylo založeno v roce 1948 a bylo pojmenováno podle baškirského národního hrdiny Salavata Julajeva. Dopravu ve městě zajišťují tramvaje.